# Katarzyna Wasick
Katarzyna Maria Wasick, tidigare Wilk, född 22 mars 1992 i Kraków, är en polsk simmare.

## Karriär
Wasick tävlade för Polen vid olympiska sommarspelen 2008 i Peking, där hon var en del av Polens lag på 4×200 meter frisim. Vid olympiska sommarspelen 2012 i London tävlade Wasick i två grenar (100 och 4×200 meter frisim). Vid olympiska sommarspelen 2016 i Rio de Janeiro tävlade Wasick i två grenar (100 och 4×100 meter frisim).
I maj 2021 vid EM i Budapest blev Wasick delad silvermedaljör med Pernille Blume på 50 meter frisim med ett lopp på tiden 24,17. I augusti 2021 vid OS i Tokyo slutade hon på femte plats på 50 meter frisim. I november 2021 vid kortbane-EM i Kazan tog Wasick silver på 50 och 100 meter frisim samt var en del av Polens kapplag som tog brons på 4×50 meter frisim samt 4×50 meter mixad frisim. I december 2021 vid kortbane-VM i Abu Dhabi tog hon brons på 50 meter frisim.
I juni 2022 vid VM i Budapest tog Wasick silver på 50 meter frisim. I augusti 2022 vid EM i Rom tog hon silver på 50 meter frisim. I december 2022 vid kortbane-VM i Melbourne tog Wasick silver på 50 meter frisim.